# カイザー・チーフス
カイザー・チーフス (Kaiser Chiefs) は、イギリスのリーズ出身のロックバンド。

## 概要
1990年代前半のブリットポップ、特に初期ブラーやスーパーグラス、パルプなどからの影響を強く感じさせるポップでキャッチーな曲調が特徴。長い下積みを経て遅咲きの成功を果たし、2005年のUKシーンにおける新人レースの先陣を切った。イギリス国民特有の皮肉っぽさにユーモアを交えた歌詞を英国調サウンドで鳴らす彼らは、UKシーンにおける国民的ロック・バンドとして人気を獲得している。

## メンバー
- リッキー・ウィルソン (Ricky Wilson) - ヴォーカル、ドラム
- アンドリュー・ホワイト (Andrew White) - ギター、ヴォーカル、アコースティックギター
- サイモン・リックス (Simon Rix) - ベース、ギター
- ニック・“ピーナッツ”・ベインズ (Nick 'Peanut' Baines) - キーボード、ギター
- ヴィジェイ・ミストリー (Vijay Mistry) - ドラム

### 元メンバー
- ニック・ホジソン (Nick Hodgson) - ドラム、ヴォーカル、コーラス、ギター、ピアノ、ベース、フルート、メインコンポーサー

## 来歴

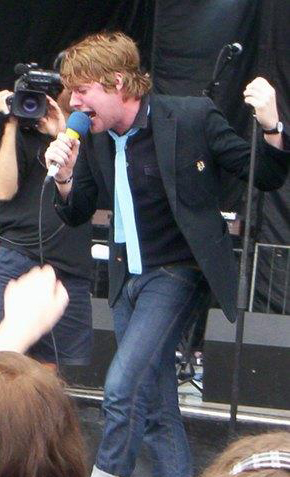
2005年、シカゴでのロラパルーザで熱唱するフロントマンのリッキー・ウィルソン

中学校以来の仲間であったニックとピーナッツとサイモンに、リーズのクラブで知り合ったリッキーとアンドリューが加わって、1997年にラストン・パーヴァというバンドを結成して活動を開始した。しかしレコード契約を獲得するには至らず、ピーナッツとサイモンが学業から戻ってきたところでバンド名をパーヴァと変更して出直しを図る。パーヴァはベガーズ・バンケット傘下のマントラ・レコーディングスと契約を果たし、2001年から2003年にかけてシングル3枚とアルバム1枚をリリースした。このころは当時流行していたガレージロックバンドであった。しかし全く注目されないままレーベル閉鎖による契約解消という憂き目に遭ってしまう。
その後、彼らはそれまでの楽曲を全て廃し、一からの曲作りを始め、周囲のバンドとは違ったスタイルの確立に専念した。
そしてバンド名をカイザー・チーフスに改名して再デビュー。2004年5月、インディー・レーベルからシングル「オー・マイ・ゴッド」を発表。これが話題を呼び、続く2枚目のシングル「ライオット」がヒット、一躍期待の新人として注目されるようになる。
2005年3月、ファーストアルバム『エンプロイメント』をリリース。アルバム収録の5枚のシングルの立て続けヒットなどにより、アルバムは全英ヒットチャートで2位を獲得。全英で200万枚を超えるセールスを記録し、アメリカでも評判となった。同年、イギリス最大の音楽賞であるブリット・アウォーズで最多3部門を受賞したのをはじめ、各音楽誌上からも賞賛をうけ、一気にブレイクを果たした。また、同じ年に初来日し、フジ・ロック・フェスティバルに出演した。
2007年2月には、セカンドアルバム『アングリー・モブ〜怒れる群集』を発表。前作の完全な続編として歌詞が統一された内容で、初登場全英1位を獲得。その人気を不動のものとした。さらに同年のフジ・ロック・フェスティバルにも参加。演奏中にステージから突然降り、近くの出店からスポーツドリンクを買ってきてステージに戻るという茶目っ気をみせるなど、グリーンステージを縦横無尽に駆け回るエネルギッシュなパフォーマンスを披露した。
2011年6月、4枚目のスタジオ・アルバム『ザ・フューチャー・イズ・メディバル』をリリース。本作はアメリカではリリースされず、代わりに収録曲を入れ替えて再編集したアルバム『Start the Revolution Without Me』が2012年3月にダウンタウン・レコードよりリリースされた。
2012年12月4日、ドラマーのニック・ホジソンがTwitter上でバンドを脱退したことを明らかにし、バンド側もこの事実を認めた。翌2013年に後任のドラマーとしてヴィジェイ・ミストリーが加入した。
2014年、通算5枚目のスタジオ・アルバム『エデュケーション、エデュケーション、エデュケーション＆ウォー』をヨーロッパでは3月31日にフィクション・レコードより、アメリカでは4月1日にATOレコードより、日本では3月26日にホステス・エンタテインメントよりリリース。全英アルバムチャートではセカンドアルバム以来となる初登場1位を獲得した。

## ディスコグラフィー

### アルバム
| 年                                        | タイトル                              | アルバム詳細 | チャート最高位 | チャート最高位 | チャート最高位 | チャート最高位 | チャート最高位 | チャート最高位 | チャート最高位 | チャート最高位 | チャート最高位 | チャート最高位 | 認定                                                  |
| 年                                        | タイトル                              | アルバム詳細 | UK             | AUS            | AUT            | BEL            | GER            | IRL            | NLD            | NZ             | SWI            | US             | 認定                                                  |
| ----------------------------------------- | ------------------------------------- | --- | -------------- | -------------- | -------------- | -------------- | -------------- | -------------- | -------------- | -------------- | -------------- | -------------- | ----------------------------------------------------- |
| 2005                                      | Employment                            | - 発売日: 2005年3月7日 - レーベル: B-Unique - フォーマット: CD, LP, digital download - 全英売上: 207.9万枚         | 2              | 60             | —              | 19             | 55             | 2              | 12             | 77             | —              | 86             | - UK: 6× プラチナ - AUS: ゴールド - IFPI: 3× プラチナ |
| 2007                                      | Yours Truly, Angry Mob                | - 発売日: 2007年2月26日 - レーベル: B-Unique - フォーマット: CD, CD+DVD, JP, digital download - 全英売上: 88.7万枚 | 1              | 9              | 5              | 2              | 6              | 2              | 1              | 39             | 11             | 45             | - UK: 2× プラチナ - AUS: ゴールド                     |
| 2008                                      | Off with Their Heads                  | - 発売日: 2008年10月20日 - レーベル: B-Unique - フォーマット: CD, LP, digital download - 全英売上: 29.5万枚        | 2              | 12             | 25             | 11             | 29             | 16             | 16             | 34             | 19             | 55             | - UK: ゴールド                                        |
| 2011                                      | The Future Is Medieval                | - 発売日: 2011年6月3日 - レーベル: Polydor, Universal - フォーマット: CD, LP, digital download                     | 10             | 25             | —              | 34             | —              | 107            | 40             | —              | 83             | —              |                                                       |
| 2014                                      | Education, Education, Education & War | - 発売日: 2014年3月31日 - レーベル: Fiction, Universal - フォーマット: CD, LP, digital download                    | 1              | 65             | —              | 33             | 39             | 62             | 37             | —              | 76             | —              | - UK: ゴールド                                        |
| 2016                                      | Stay Together                         | - 発売日: 2016年10月7日 - レーベル: Caroline - フォーマット: CD, LP, digital download                              | 4              | —              | —              | 89             | —              | —              | —              | —              | 88             | —              |                                                       |
| 2019                                      | Duck                                  | - 発売日: 2019年7月26日 - レーベル: Polydor - フォーマット: CD, LP, digital download                               | 3              | —              | —              | 90             | —              | —              | —              | —              | 40             | —              |                                                       |
| "—"は未発売またはチャート圏外を意味する。 |                                       | |                |                |                |                |                |                |                |                |                |                |                                                       |

### ミニ・アルバム
- ラップ・オブ・オナー~栄光のウイニング・ラン - Lap of Honour (2005年)

ジャパンオンリーの来日公演記念盤

### シングル
- Oh My God （2004年）
- I Predict a Riot （2004年）
- Everyday I Love You Less and Less （2005年）
- Modern Way （2005年）
- You Can Have It All （2005年）
- Ruby （2007年）
- Everything Is Average Nowadays （2007年）
- The Angry Mob （2007年）
- Love's Not a Competition (But I'm Winning) （2007年）
- Never Miss a Beat （2008年）
- Good Days Bad Days （2008年）
- Little Shocks （2011年）
- Man on Mars （2011年）
- Kinda Girl You Are （2011年）
- On the Run （2012年）
- Listen to Your Head （2012年）

### 映像作品
- エンジョイメント - Enjoyment (2005年)(DVD)
- ライブ・アット・エランド・ロード - Live at Elland Road (2008年)(DVD)

## 来日公演
- 2005年

フジ・ロック・フェスティバル 05
- 2007年

3月16日 渋谷クラブクワトロ
フジ・ロック・フェスティバル 07
- 2008年

11月25日 赤坂BLITZ
- 2011年

フジ・ロック・フェスティバル 11

## バンド名の由来
バンド名「カイザー・チーフス」の由来は、彼らが応援する地元リーズのサッカークラブ、リーズ・ユナイテッドの主力DFで、2002年日韓Wカップ南アフリカ代表のルーカス・ラデベ選手が以前所属していた南アフリカの強豪「カイザー・チーフス」からきている。

## その他
- ジョン・ボン・ジョヴィは、「俺はしばらくの間、ロックはもう終わったんじゃないかと心配していたんだ。でも、突然カイザー・チーフスが現れた。彼等がロックを絶滅から守ったんだ」と、コメントしている。

- 同期のバンドからの人望は厚く、元リバティーンズのピート・ドハーティ、カール・バラー両名からそれぞれリスペクトをよせられている。またジ・オーディナリー・ボーイズ、クリブス、フランツ・フェルディナンド、ザ・キラーズ、ブロック・パーティ等と仲が良い。クリブスはカイザーのシングル「モダン・ウェイ」をカバーしている（最近ではリリー・アレンが「オー・マイ・ゴッド」をカバーした）。また、日本のバンドではポリシックスと親交があり、彼らを帯同してUKツアーをともにしたり、来日公演の際に、ポリシックスのフロントマンであるハヤシをサプライズゲストとして登場させたりした。

- 非常に好意的で愛想の良いバンドとして知られているが、その事を訊かれたリッキーは「俺たちがイイ人達だって?誤解しちゃいけない。俺たちはギャングなんだぜ」と発言した。

- 英国的でスタイリッシュなファッションでも注目を集めている。スーツやタイ、襟付きシャツでキッチリとブリティッシュトラッド調にキメながら、そのスーツとシャツを汗でビッショりとぬらしての情熱的で爆笑のライヴは、特に女のコに人気のもようだ。さらにリッキーは、シャツやTシャツ1枚に、ベストを合わせるスタイルを好んでいるようで、ここ数年は、同様のスタイルでほとんどのライブをこなしている（ちなみにフジロック07では、会場スタッフ専用の、オレンジ色のTシャツを着用していた）。

- フロントマンのリッキー・ウィルソンは2006年5月21日の夜、お気に入りのテレビ番組を観るためにハード・ファイのコンサートを途中で抜け出しリーズ市内の道路を横断中、ひき逃げの事故にあった。しかし、彼のトレード・マークであるジャンプで車上へ身をひるがえしフロントガラスに当たったため、車体下に巻き込まれることはなく大事には至らなかった。リッキーはこのときの事故のことを「ハード・ファイのライブを抜け出したらどういう目に遭うかわかった」「（事故に遭ってから）男らしく冷静なフリしてたけど、ほんとは放心状態だったよ」と語っている。

- 彼らのデビューにより、出身地であるリーズが良質の音楽の発信地として注目を集めるようになった。アークティック・モンキーズの出身地であるシェフィールドとひとくくりにした「ニュー・ヨークシャー・ブーム」という言葉が生まれたほどである。